# J. Paul Getty Trust
Le J. Paul Getty Trust est une institution culturelle et philanthropique américaine privée, située à Los Angeles et créée en 1953.
Il s'agit de la plus riche institution culturelle au monde avec un capital (endowment) de 4,2 milliards de dollars (avril 2009).
Elle possède deux sites – le Getty Center, récemment bâti sur les plans de Richard Meier et la villa Getty – et regroupe :
- un musée, le J. Paul Getty Museum ;
- le Getty Research Institute, institut de recherche organisé autour d'une bibliothèque spécialisée ;
- le Getty Conservation Institute, travaillant sur la restauration et la conservation des œuvres d'art ;
- la Getty Foundation, qui accorde des bourses de recherche.

Depuis août 2011, le J. Paul Getty Trust est présidé par James Cuno, jusqu'alors directeur de l'Art Institute of Chicago.